# Landesjugendorchester
Landesjugendorchester (kurz LJO) sind Jugendorchester in der Trägerschaft der jeweiligen Landesmusikräte oder entsprechender Trägervereine, die zum Zwecke der Förderung des musikalischen Nachwuchses regelmäßig ein- bis dreiwöchige Arbeitsphasen abhalten. Die Dauer und Häufigkeit der Arbeitsphasen ist dabei von Bundesland zu Bundesland verschieden (das Landesjugendorchester Hamburg probt als einziges der LJOs wöchentlich) unterrichten hochqualifizierte Dozenten, oft erfahrene Musikschullehrer, Berufsmusiker oder Hochschuldozenten, die jungen Musiker. Nach den Arbeitsphasen finden unter der Leitung professioneller Dirigenten Konzerte im In- und Ausland sowie CD-Produktionen statt. Die Nachwuchsmusiker haben so die Möglichkeit, auf hohem Niveau in großer sinfonischer Besetzung zu spielen. 

## Auswahl der Teilnehmer
Das Alter der Musiker variiert je nach Landesjugendorchester, beschränkt sich jedoch meist auf 13–27 Jahre. Die Teilnahmedauer ist ebenfalls von Land zu Land verschieden; in einigen LJOs ist die Mitwirkung im Orchester auf zwei Jahre beschränkt, andere bieten sogar die Möglichkeit nach Erreichen der Altersobergrenze unterstützend weiter teilzunehmen. Die Auswahl der Musiker erfolgt durch jährlich oder halbjährlich stattfindende Vorspiele sowie auf Empfehlung durch Orchesterleiter, Instrumentallehrer bzw. die erfolgreiche Teilnahme am Wettbewerb Jugend musiziert. Der schriftlichen Bewerbung folgt die Einladung zum Vorspiel. Erst nach bestandenem Vorspiel erfolgt die Aufnahme ins LJO, für Jugend musiziert-Preisträger entfällt teilweise diese Vorspielpflicht. Nach der Aufnahme gilt die erste Arbeitsphase in der Regel als Probezeit. Beurteilungskriterien hierbei sind instrumental-technisches Können, Musikalität, musikalische Anpassungsfähigkeit, Vorbereitung auf die Arbeitsphasen, Engagement und Disziplin bei Proben und Konzerten sowie soziales Verhalten.

## Das Orchester
Das LJO ist in der Regel ein projektorientiertes Orchester. So unterteilt sich die Arbeit des Orchesters, abhängig von den zur Verfügung stehenden finanziellen Mitteln, in jährlich zwei bis drei Arbeitsphasen. Die Proben finden teilweise bei kooperierenden professionellen Orchestern, in Landesmusikakademien oder ähnlichen Einrichtungen statt. Da die Musiker zu einem Teil Schüler und Studenten sind, finden die Arbeitsphasen in den Schulferien statt, in der Regel im Frühjahr bzw. Ostern oder an Silvester/Neujahr, in den Sommerferien und im Herbst. Eine Ausnahme bildet das LJO Hamburg, welches mit seinem relativ kleinen Einzugsgebiet als einziges selbstverwaltetes LJO wöchentlich probt. Zwischendurch gibt es oft zusätzliche Konzert- oder Probenwochenenden.  
Um die Qualität und Attraktivität der Orchester für Konzertveranstalter und Orchestermitglieder zu steigern, werden oft besondere Themenschwerpunkte entwickelt, die nur selten angeboten werden, z. B. Einstudierung von Filmmusik, Pop- und Rocksongs, Programme mit Musicalmelodien, ein Komponistenporträt, thematisches Aufgreifen eines Jubiläums im Konzertprogramm, Gewinnung interessanter Dirigenten und Solisten für Einzelprojekte der LJO, Zusammenarbeit mit Komponisten der Gegenwart, Uraufführungen oder Erstaufführungen.

## Finanzierung
Auch die Finanzierung der einzelnen Landesjugendorchester variiert. In der Regel stützt sich die Finanzierung in unterschiedlichen Anteilen allerdings auf diese vier Komponenten:
1. Zuwendungen des jeweiligen Bundeslandes über den entsprechenden Landesmusikrat (in NRW beispielsweise durch Gelder aus den Oddset-Wetten).
2. Öffentliche Förderung durch den Deutschen Musikrat[2] sowie Kooperationen mit den zuständigen Landessendern (Radio und Fernsehen) mit entsprechendem öffentlichen Auftrag zur Förderung von kulturellen Landesaktivitäten. Diese beteiligen sich mit Konzertmitschnitten, Live-Übertragungen, CD-Produktionen und finanziellen Zuwendungen an der Unterstützung der Landesjugendorchester.
3. Mitgliedsbeiträge, Förderbeiträge und Spenden, die meist von Fördervereinen gesammelt werden.
4. Eigenanteil der Landesjugendorchester, bestehend aus den Kursgebühren der Teilnehmer sowie den Einnahmen aus Konzerten und CD-Verkäufen.

## Auswahl einiger Ensembles
- Bayerisches Landesjugendorchester
- Landesjugendorchester Baden-Württemberg
- Junge Philharmonie Brandenburg
- Landesjugendblasorchester Brandenburg
- Landesjugendorchester Hamburg
- Landesjugendsinfonieorchester Hessen
- Landesjugendorchester Schleswig-Holstein
- Landesjugendorchester Thüringen
- Niedersächsisches Jugendsinfonieorchester
- Junge Bläserphilharmonie NRW